# اللاسالية

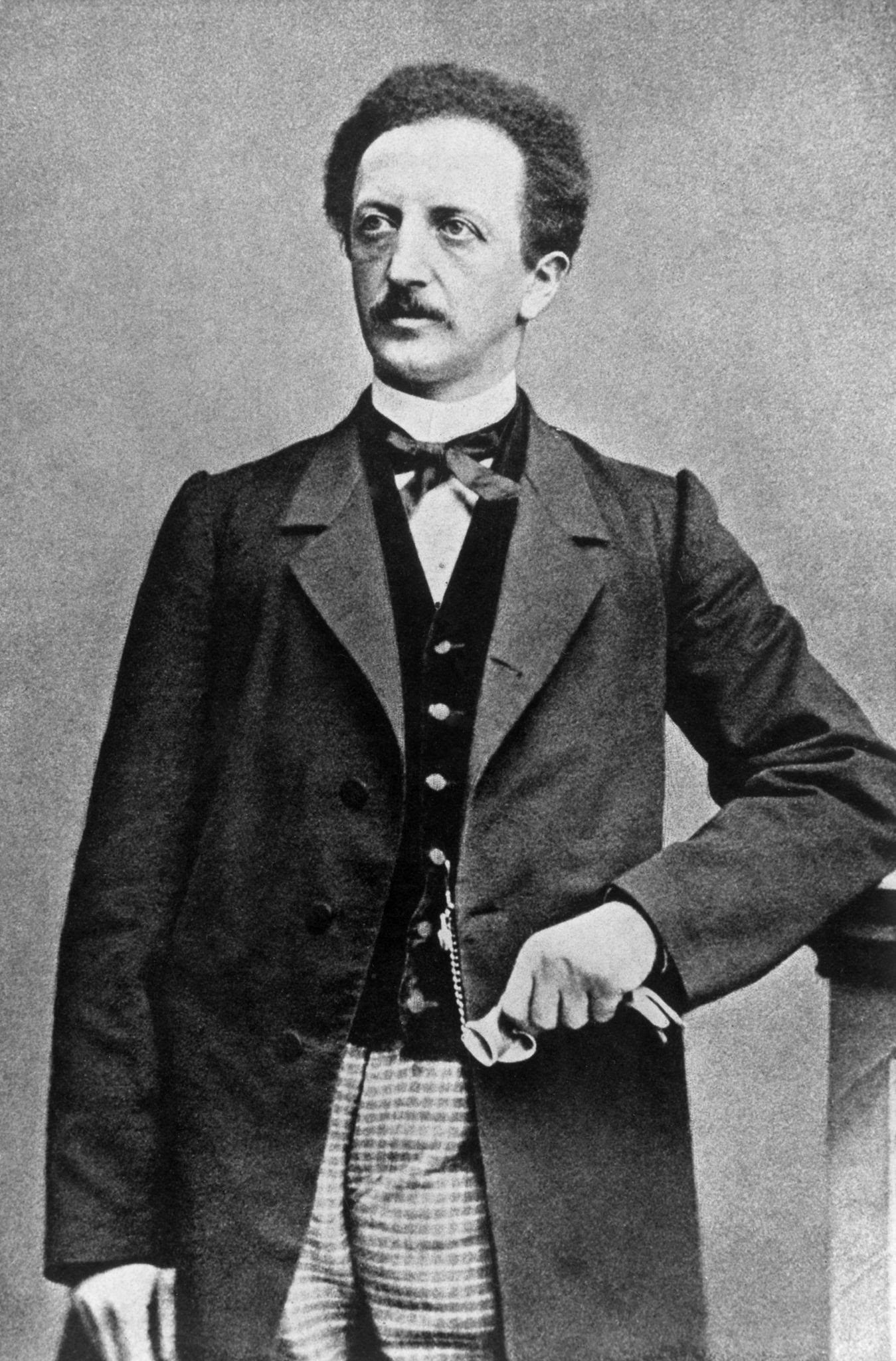
فرديناند لاسال

اللاسالية أو اللاساليانية هي استراتيجية السعي إلى الاشتراكية من خلال استخدام الدولة. وتطورت هذه المدرسة الفكرية من الفقيه والناشط الاشتراكي الألماني فرديناند لاسال.
انحرفت هذه المدرسة الفكرية عن مسار الاشتراكية الذي طرحه كارل ماركس. دعا ماركس إلى استراتيجية ثورية وركز على التنظيم من خلال المنظمات العمالية. من ناحية أخرى، شدد لاسال على السعي إلى الاشتراكية من خلال المؤسسات الانتخابية، وخاصةً من خلال الاقتراع العمومي. وركز لاسال على التنظيم من خلال التفاعل مع الدولة عبر الأحزاب السياسية. انتقد معارضو لاسال اشتراكيته باعتبارها اشتراكية دولة.
استمرت ممارسة اللاسالية في الجمعية العامة للعمال الألمان (ADAV)، التي تأسست عام 1863، وبعد وفاة لاسال عام 1864. كانت الجمعية العامة للعمال الألمان بمثابة مقدمة للحزب الديمقراطي الاجتماعي الألماني (SPD). كان الحزب الديمقراطي الاجتماعي يهدف إلى الثورة وهدد الوضع السياسي الراهن في ألمانيا، مما دفع أوتو فون بسمارك إلى إدخال أول إصلاحات اجتماعية (اشتراكية الدولة) للعمال في ألمانيا الإمبراطورية، بينما قمع الحزب الديمقراطي الاجتماعي بالقوانين. مارس الحزب الديمقراطي الاجتماعي معارضة جوهرية للحكومة حتى تسعينيات القرن التاسع عشر، عندما دعم الإصلاحات الاجتماعية في السياسات المحلية التي وضعها آرثر فون بوسادوفسكي-فينر.
لاحقًا، حظي التوتر بين اللاسالية والماركسية في الولايات المتحدة باهتمام في كتاب فيليب س. فونر "تاريخ الحركة العمالية في الولايات المتحدة، المجلد الثاني"، وفي كتاب ديفيد كاوت "اليسار في أوروبا". زعم كوتي أن الماركسيين في أوروبا اكتسبوا ميزة نسبية على اللاساليين مع وفاة لاسال في عام 1864.